# Nerlens Noel
Nerlens Noel (* 10. April 1994 in Everett, Massachusetts) ist ein US-amerikanischer Basketballspieler haitianischer Herkunft.

## Werdegang

### Schule und NCAA
Noel spielte als Schüler Basketball an der Everett High School nahe Boston, ehe er an die Tilton School nach New Hampshire wechselte. In Talentranglisten wurde er teils auf dem ersten Platz seines Jahrgangs in den Vereinigten Staaten geführt. 2012 trat er beim Nike Hoops Summit mit der US-Mannschaft gegen eine Weltauswahl an.
In der Saison 2012/13 spielte er für die University of Kentucky. Er galt insbesondere wegen seiner Stärken in der Verteidigung als wahrscheinlich, dass Noel beim NBA-Draftverfahren 2013 an erster Stelle ausgewählt werden würde, während er sich im Angriff noch in der Entwicklung befand. Am 12. Februar 2013 zog sich Noel einen Kreuzbandriss zu, der ihn für den Rest der Saison ausfallen ließ. Er musste sich  Sein Freshman-Jahr schloss er mit 10,5 Punkten, 9,5 Rebounds, 2,1 Steals und 4,4 Blocks (Höchstwert in der ersten NCAA-Division) pro Spiel ab. Trotz seiner schweren Verletzung gab er im April 2013 seine Draft-Anmeldung bekannt.

### NBA
Dass er beim Draftverfahren an sechster statt wie insbesondere vor seiner Verletzung teils vorhergesagt an erster Stelle ausgewählt wurde, empfand Noel als Enttäuschung. Die New Orleans Pelicans, die Noel aufrufen ließen, gaben ihn noch am selben Abend im Rahmen eines Tauschhandels an die Philadelphia 76ers ab. Im Gegenzug wechselte Jrue Holiday nach New Orleans. Aufgrund des Kreuzbandrisses kam Noel in der Saison 2013/14 nicht zum Einsatz.
In seiner ersten NBA-Saison (NBA 2014/15) wirkte Noel in 75 Spielen mit. Er erhielt im Durchschnitt 30,8 Einsatzminuten pro Partie und erzielte Mittelwerte von 9,9 Punkten, 8,1 Rebounds, 1,8 Steals und 1,9 Blocks je Begegnung. Zudem erzielte er 18 Double-doubles. Er war der beste Rookie in den statistischen Wertungen Rebounds, Steals und Blocks. Noel war nach David Robinson erst der zweite NBA-Rookie, der jeweils mehr als 1,5 Steals und 1,5 Blocks erreichte. In der Saison 2016/17 verpasste Noel die ersten Spiele aufgrund einer Knieverletzung. Nach seiner Rückkehr fand er sich auf der Bank hinter Joel Embiid und Jahlil Okafor wieder, woraufhin er seine Unzufriedenheit äußerte.
Am 23. Februar 2017 wurde Noel an die Dallas Mavericks abgegeben, die Philadelphia 76ers bekamen im Gegenzug Andrew Bogut, Justin Anderson und ein geschütztes Erstrundenauswahlrecht.
Am 6. Juli 2018 unterschrieb Noel einen Zweijahresvertrag bei der Mannschaft Oklahoma City Thunder. Dort erlitt er am 8. Januar 2019 eine Gehirnerschütterung, weshalb er drei Spiele verpasste.
Im November 2020 unterschrieb Noel einen Einjahresvertrag bei den New York Knicks. In der Saison 2020/21 verbuchte er 2,2 Blocks je Begegnung und lag mit diesem Wert ligaweit hinter Myles Turner und Rudy Gobert auf dem dritten Rang. Während Noel insbesondere in seinen ersten NBA-Jahren im Angriff mit häufigen zweistelligen Punktwerten in Erscheinung trat, nahm seine Punktausbeute in der folgenden Zeit ab, der Innenspieler wurde vorrangig als Verteidigungsspezialist erachtet.
Im Juli 2022 gab New York Noel an den Ligakonkurrenten Detroit Pistons ab. Für Detroit spielte er bis Ende Februar 2023, einigte sich mit der Mannschaft dann auf eine Aufhebung des Vertrags. Anfang März 2023 wurde er von den Brooklyn Nets verpflichtet. Im Sommer 2023 ging er zu den Sacramento Kings, die Zusammenarbeit wurde aber noch in der Vorbereitung auf das Spieljahr 2023/24 wieder beendet.

## Karriere-Statistiken

### NBA
Hauptrunde
| Saison  | Team                  | GP  | GS  | MPG  | FG % | 3P % | FT % | RPG | APG | SPG | BPG | PPG  |
| ------- | --------------------- | --- | --- | ---- | ---- | ---- | ---- | --- | --- | --- | --- | ---- |
| 2014–15 | Philadelphia          | 75  | 71  | 30.8 | .462 | –    | .609 | 8.1 | 1.7 | 1.8 | 1.9 | 9.9  |
| 2015–16 | Philadelphia          | 67  | 62  | 29.3 | .521 | .500 | .590 | 8.1 | 1.8 | 1.8 | 1.5 | 11.1 |
| 2016–17 | Philadelphia / Dallas | 51  | 19  | 20.5 | .595 | .000 | .694 | 5.8 | 1.0 | 1.3 | 1.0 | 8.7  |
| 2017–18 | Dallas                | 30  | 6   | 15.7 | .524 | .000 | .750 | 5.6 | 0.7 | 1.0 | 0.7 | 4.4  |
| 2018–19 | Oklahoma City         | 77  | 2   | 13.7 | .587 | –    | .684 | 4.2 | 0.6 | 0.9 | 1.2 | 4.9  |
| 2019–20 | Oklahoma City         | 61  | 7   | 18.5 | .684 | .333 | .755 | 4.9 | 0.9 | 1.0 | 1.5 | 7.4  |
| 2020–21 | New York              | 64  | 41  | 24.2 | .614 | .000 | .714 | 6.4 | 0.7 | 1.1 | 2.2 | 5.1  |
| 2021–22 | New York              | 25  | 11  | 22.5 | .533 | .000 | .700 | 5.6 | 0.9 | 1.2 | 1.2 | 3.4  |
| 2022–23 | Detroit / Brooklyn    | 17  | 4   | 11.5 | .361 | .500 | .667 | 2.7 | 0.6 | 0.9 | 0.6 | 2.1  |
| Gesamt  | Gesamt                | 467 | 223 | 22.0 | .546 | .200 | .655 | 6.1 | 1.1 | 1.3 | 1.5 | 7.1  |

Play-offs
| Saison  | Team          | GP | GS | MPG  | FG % | 3P % | FT % | RPG | APG | SPG | BPG | PPG |
| ------- | ------------- | -- | -- | ---- | ---- | ---- | ---- | --- | --- | --- | --- | --- |
| 2018–19 | Oklahoma City | 5  | 0  | 12.0 | .600 | –    | .000 | 3.8 | 0.0 | 0.4 | 0.6 | 4.8 |
| 2019–20 | Oklahoma City | 7  | 0  | 13.9 | .471 | .000 | .500 | 4.1 | 0.4 | 0.3 | 0.7 | 3.0 |
| 2020–21 | New York      | 5  | 2  | 18.4 | .500 | –    | .813 | 4.0 | 0.2 | 0.8 | 0.6 | 4.6 |
| Gesamt  | Gesamt        | 17 | 2  | 14.6 | .532 | .000 | .643 | 4.0 | 0.2 | 0.5 | 0.6 | 4.0 |

## Familie
Seine Eltern wanderten 1990 in die Vereinigten Staaten aus. Er hat zwei ältere Brüder und eine jüngere Schwester. Seine beiden Brüder Jim und Rodman spielten American Football am Boston College beziehungsweise an der North Carolina State University (beide NCAA-Division-I).